# Hiroshi Suzuki
Hiroshi Suzuki (né le 18 septembre 1933) est un ancien nageur japonais.

## Palmarès
- Jeux olympiques d'été de 1952 à Helsinki 
  -  Médaille d'argent sur 100 m libre.
  -  Médaille d'argent en relais 4 × 200 m libre.

- Jeux asiatiques de 1954 à Manille 
  -  Médaille d'or sur 100 m libre.
  -  Médaille d'or en relais 4 × 200 m libre.